# Panterkameleon
De panterkameleon (Furcifer pardalis) is een hagedis uit de familie kameleons (Chamaeleonidae).

## Naam en indeling
De soort moet niet verward worden met de pantserkameleon, die tot de bodembewonende kortstaartkameleons behoort. De wetenschappelijke naam werd voor het eerst voorgesteld door Georges Cuvier in 1829. Later werden verschillende andere wetenschappelijke namen gebruikt zoals Chamaeleo ater, Cyneosaura pardalis, Chamaeleo guentheri en Chamaeleon longicauda. Omdat de soort lange tijd ingedeeld was onder het geslacht Chamaeleo duikt de oude naam Chamaeleo pardalis nog vaak op.

## Uiterlijke kenmerken
Het mannetje kan meer dan vijftig centimeter lang worden, maar het vrouwtje en in gevangenschap gehouden exemplaren blijven meestal onder de veertig cm. Op de flank loopt een enkele streep van kop naar staart en meestal een aantal donkere vlekken of strepen op flanken en poten, waaraan de naam te danken is. De soort is te herkennen aan een wat langgerekt lichaam, stekelachtige rugkam (man) en ronde lange staart. Ook heeft de kameleon een keelzak die opgezet wordt om de kop groter te laten lijken.
De kleuren zijn vaak specifiek voor de streek waar het dier vandaan komt. De streeknaam wordt dan ook ter aanvulling van de soortnaam gebruikt om aan te geven uit welk gebied het dier, en de samenhangende kleurlijn, afkomstig is. Een kleurlijn die bijvoorbeeld van het eiland Mitsio afkomstig is wordt "Furcifer Pardalis Nosy Mitsio" genoemd. De panterkameleon kent enorm veel kleurvarianten, werkelijk alle kleuren zijn wel vertegenwoordigd. Ieder dier heeft een beperkt palet aan kleuren waarmee het kan wijzigen van uiterlijk. Zo'n kleurenpalet is over het algemeen samengesteld uit de kleuren die in rust ook zichtbaar zijn.
Bij opwinding zullen ze deze kleuren intenser laten zien, waarbij het patroon van het dier nagenoeg gelijk blijft maar wel veel duidelijker zichtbaar wordt. Ze worden dus intenser van kleur en zullen dus niet plotseling van blauw naar oranje en dan weer naar paars gaan kleuren. Dit veranderen is niet, zoals algemeen aangenomen, ter aanpassing van zijn omgeving, maar heeft te maken met gemoedsstemming. Over het algemeen heeft alleen het mannetje opvallend bonte kleuren. De vrouwtjes zijn vaak wat lichtbruin/roze van kleur, waardoor het bijzonder moeilijk is om te herkennen uit welke streek ze afkomstig zijn.

## Levenswijze
De panterkameleon is een echte klimmer die maar zelden op de bodem komt. Het voedsel bestaat uit insecten en andere kleine dieren, deze soort wil ook nog weleens kleine vogels of hagedissen pakken. Het is bekend, dat kameleons van kleur veranderen ter camouflage, maar deze verkleuringen zijn ook van belang bij de communicatie, bijvoorbeeld om vrouwtjes te lokken. Vrouwtjes die al bevrucht zijn geven hiermee aan dat ze niet bereid zijn tot paring.
Een legsel bestaat uit twaalf tot vijftig eieren, die in vochtige aarde worden afgezet en begraven. De mannetjes vechten in het voortplantingsseizoen om territoria.

## Verspreiding en habitat

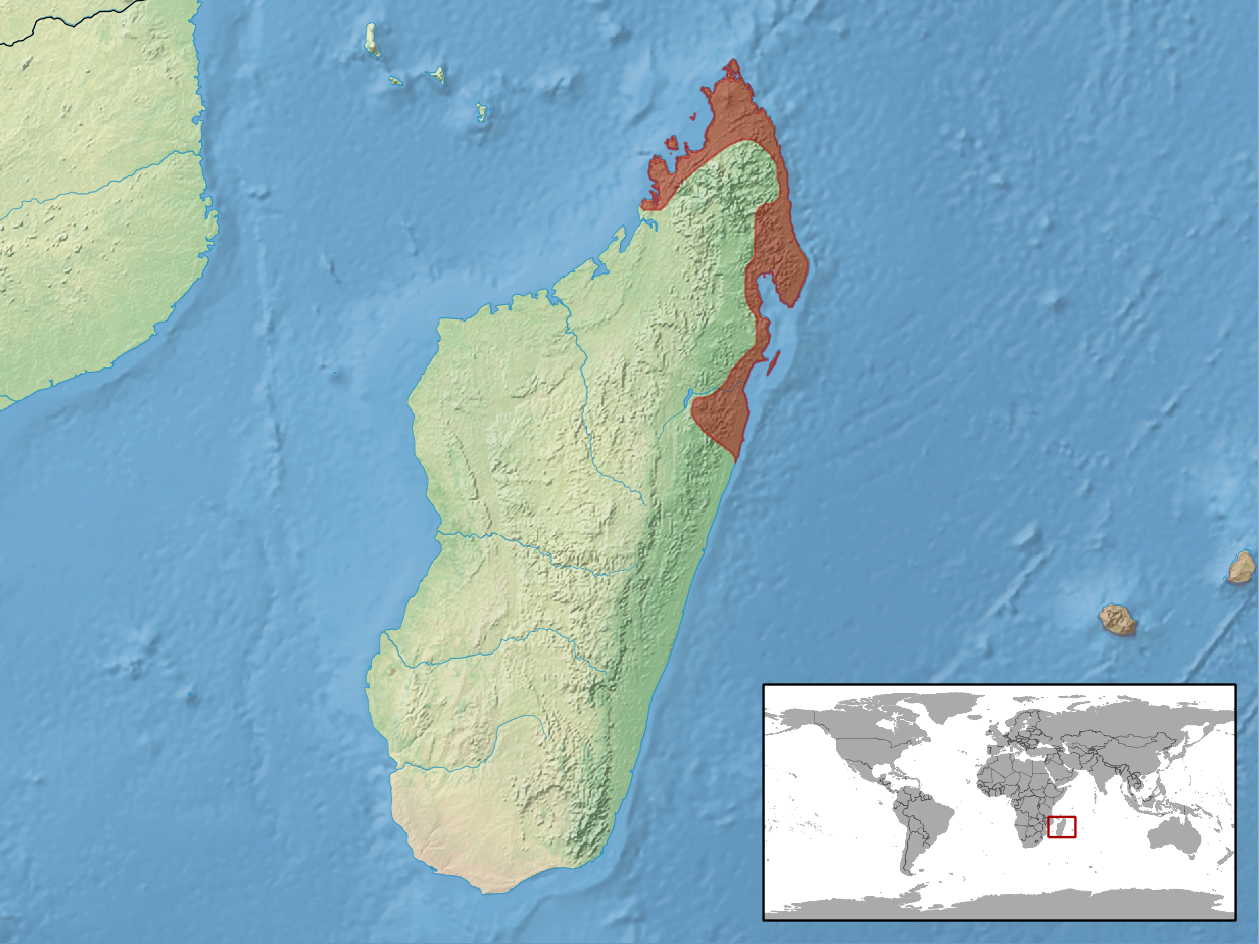
Verspreidingsgebied in het rood.

Net zoals de tapijtkameleon (Furcifer lateralis) komt deze soort endemisch voor op Madagaskar en enkele kleine omliggende eilandjes. De habitat bestaat uit droge en vochtige tropische en subtropische bossen en scrublands. Ook in door de mens aangepaste streken zoals tuinen en plantages komt de soort voor.
Door het versnipperde leefgebied zijn verschillende kleurvarianten ontstaan die niet als aparte ondersoorten worden beschouwd maar als kleurvariaties. Op Mauritius en Réunion komt de panterkameleon ook voor maar daar is hij bewust uitgezet. Het lijkt erop dat deze soort zich snel aan kan passen aan gecultiveerde landschappen, waarbij andere soorten worden verdreven en de panterkameleon zich juist verspreidt. De hagedis leeft in struiken en bomen in vochtige bosachtige gebieden. De soort is aangetroffen van zeeniveau tot op een hoogte van ongeveer 950 meter boven zeeniveau.

## Beschermingsstatus
Door de internationale natuurbeschermingsorganisatie IUCN is de beschermingsstatus 'veilig' toegewezen (Least Concern of LC).

### Afbeeldingen

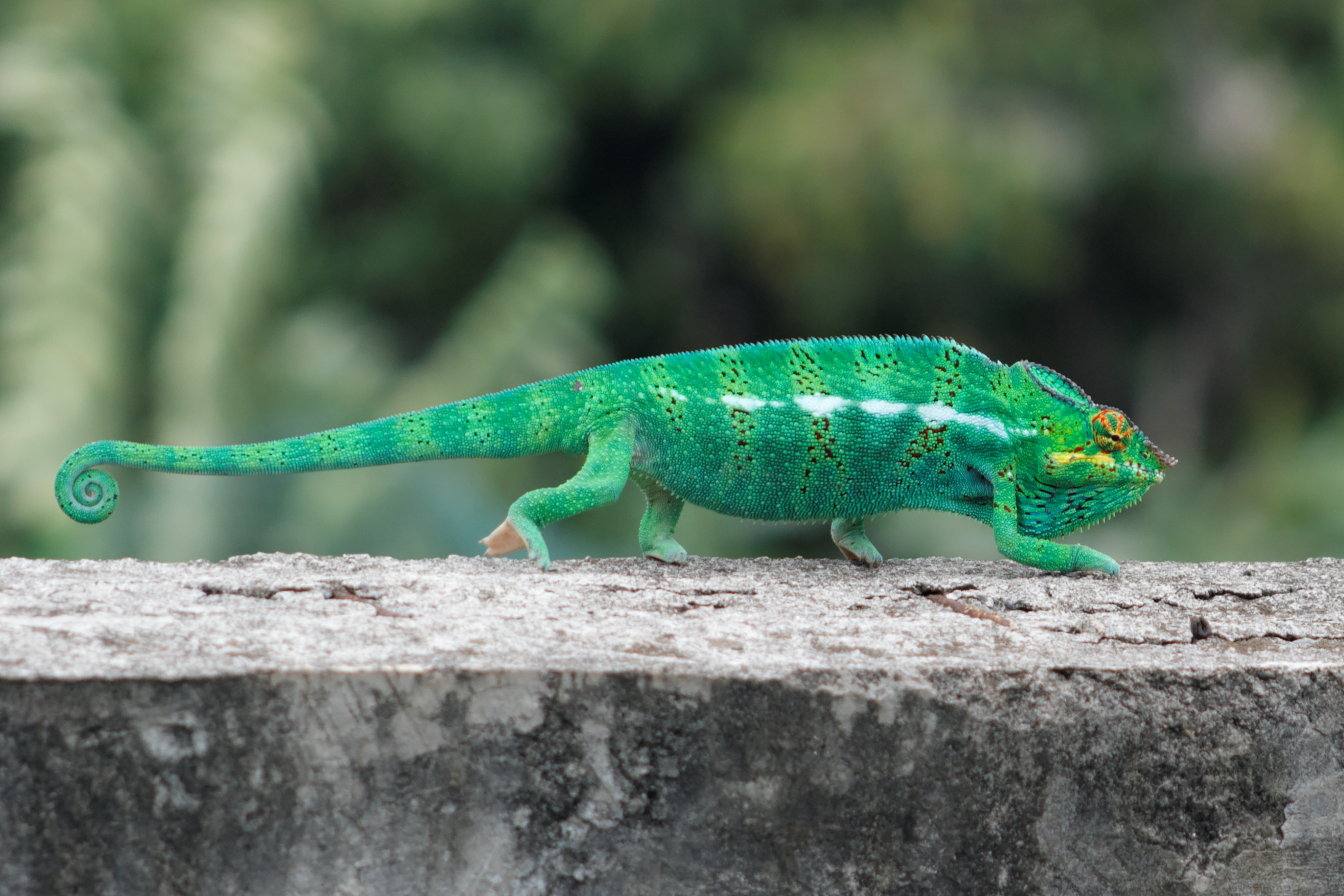
Mannetje.
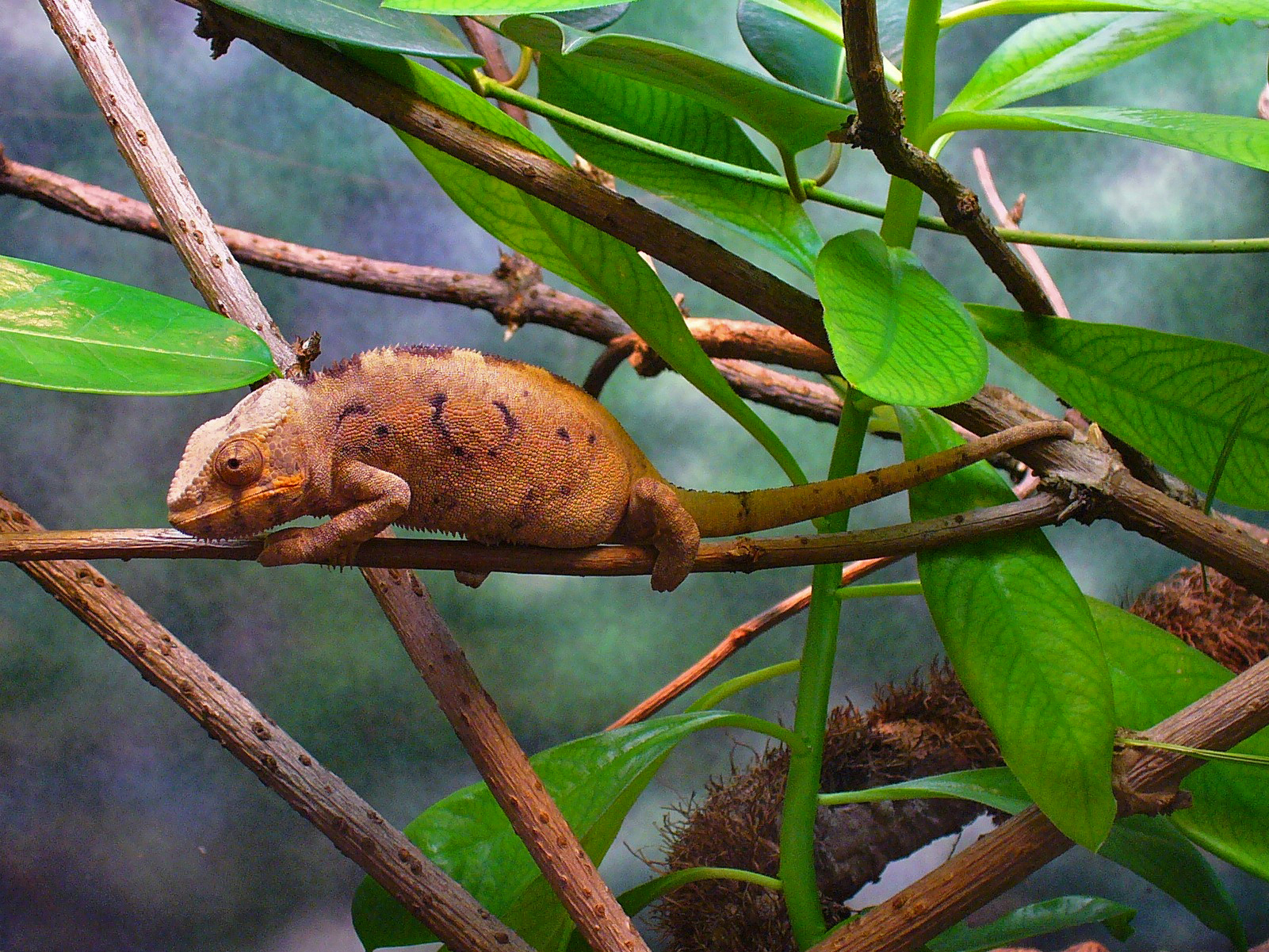
Exemplaar in een dierentuin.
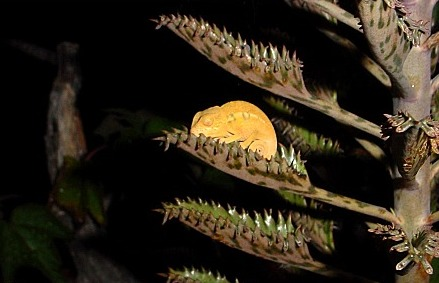
Slapend juveniel.
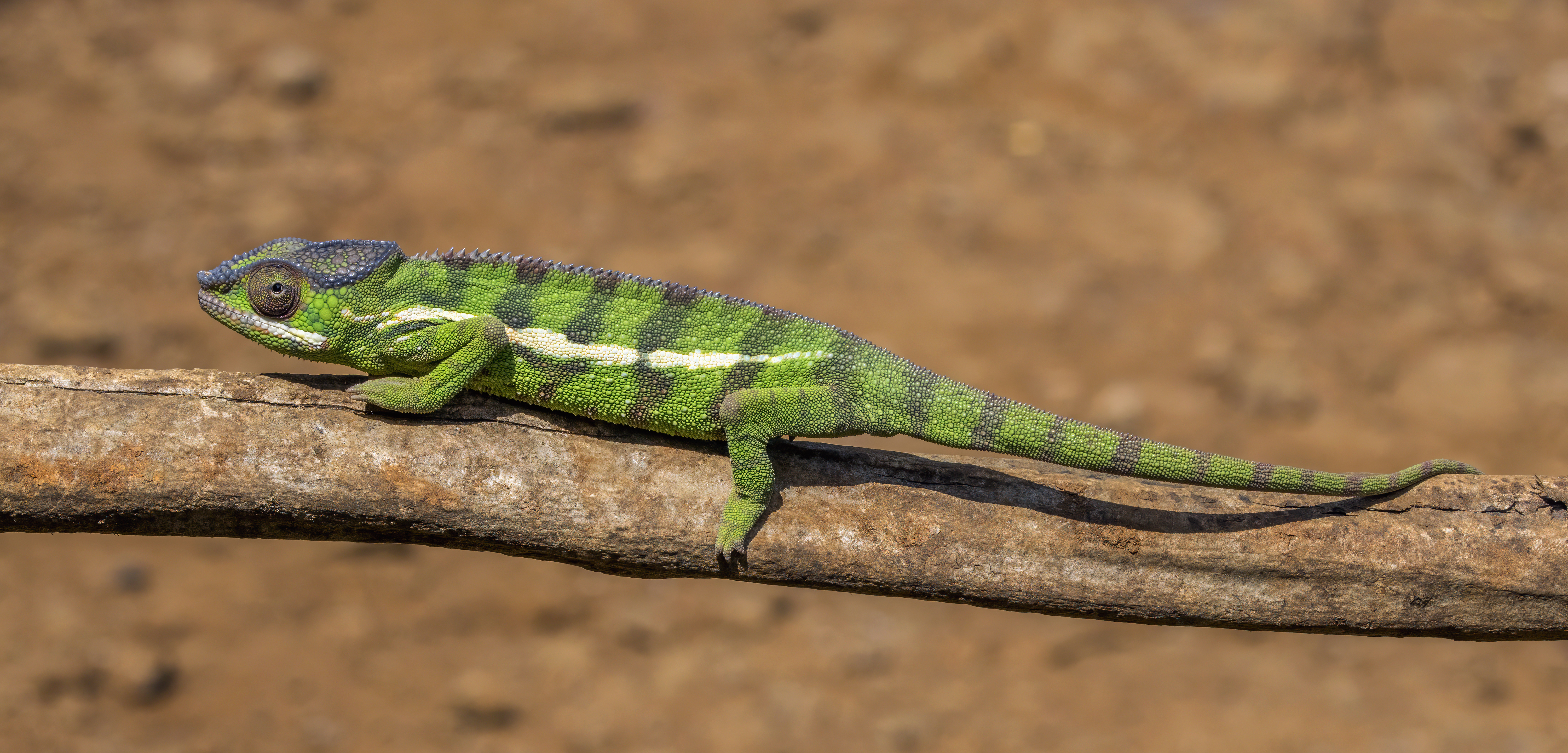
Mannetje, Nationaal park Montagne d'Ambre.